# Arktinos von Milet
Arktinos von Milet oder Arktinos Milesios (altgriechisch Ἀρκτῖνος Μιλήσιος /Arktîːnos Milɛ́ːsios/) war ein antiker griechischer Epiker, von dem ausschließlich der Name überliefert ist, seine Werke sind verloren. Gewöhnlich wird seine Schaffensperiode zwischen 775 und 741 v. Chr. angesetzt, Homer dabei als sein Lehrer angesehen. Der antike Philosoph Phainias von Eresos allerdings datiert seine Lebenszeit ins siebte Jahrhundert v. Chr. und gibt an, dass er dem Verfasser der Kleinen Ilias, Lesches, in einem Sängerwettstreit unterlegen gewesen sei. Arktinos soll die kyklischen Epen Aithiopis und Iliu persis verfasst haben, außerdem wohl die Naupaktia. All diese Werke sind zwar verloren, jedoch gibt eine Proklos zugeschriebene Chrestomathie einen Abriss der ersten beiden Werke.